# Jann Arden
Jann Arden Richards (Calgary, Alberta, 27 de março de 1962) é uma cantora canadense. Ficou conhecida no Brasil por ter a música Run Like Mad tema de abertura internacional da série norte-americana Dawson's Creek.

## Discografia

### Álbuns de estúdio
- Time for Mercy (1993)
- Living Under June (1994)
- Unloved (1994)
- Happy? (1997)
- Blood Red Cherry (2000)
- Love is the Only Soldier (2003)
- Jann Arden (2005)

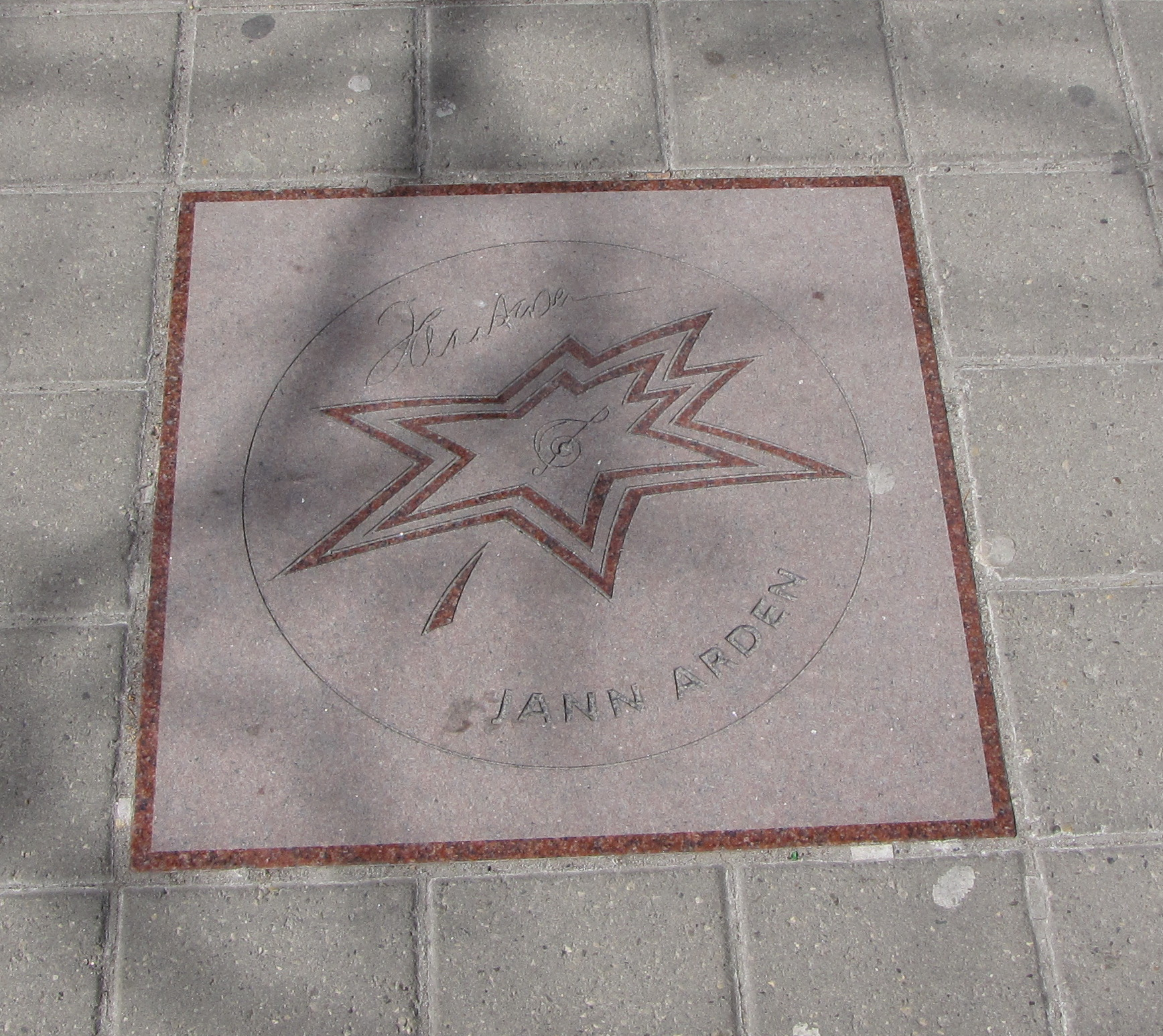
Estrela de Jann Arden na Calçada da Fama do Canadá.

- Uncover Me (2007) (Álbum de covers)
- Free (2009)

### Compilações
- Greatest Hurts (2001)
- 20th Century Masters: The Millenium Collection: The Best of Jann Arden (2010)

### Álbuns ao vivo
- Live With the Vancouver Symphony Orchestra (2002)